# Amerykański Instytut Filmowy
Amerykański Instytut Filmowy (ang. American Film Institute, skr. AFI) – niezależna amerykańska organizacja non-profit, założona 5 czerwca 1967 przez prezydenta Lyndona B. Johnsona, mająca zajmować się promocją amerykańskiego filmu. Od 1971 organizuje w Los Angeles w Kalifornii festiwale AFI Fest, a od 1973 przyznaje corocznie nagrodę za całokształt twórczości. W latach 1998–2008 tworzył Top Listy.

## Ogłoszone listy
- 1998: „Lista 100 najlepszych amerykańskich filmów wszech czasów”
- 1999: „Lista 50 największych amerykańskich gwiazd wszech czasów”
- 2000: „Lista 100 najśmieszniejszych amerykańskich filmów wszech czasów”
- 2001: „Lista 100 najlepszych amerykańskich thrillerów wszech czasów”
- 2002: „Lista 100 najlepszych amerykańskich melodramatów wszech czasów”
- 2003: „Lista 100 największych bohaterów i złoczyńców wszech czasów”
- 2004: „Lista 100 najlepszych piosenek wszech czasów”
- 2005: „Lista 100 najlepszych kwestii filmowych wszech czasów”
- 2005: „Lista 25 najlepszych filmowych ścieżek muzycznych wszech czasów”
- 2006: „Lista 100 najbardziej inspirujących filmów wszech czasów
- 2006: „Lista 25 najlepszych musicali wszech czasów”
- 2007: „Lista 100 najlepszych amerykańskich filmów wszech czasów (edycja z okazji 10-lecia)”
- 2008: „Lista 10 najlepszych filmów w 10 klasycznych gatunkach filmowych”